# Долорес-Идальго
Доло́рес-Ида́льго (исп. Dolores Hidalgo), полное официальное название: Долорес-Идальго-Куна-де-ла-Индепенденсия-Насиональ (исп. Dolores Hidalgo Cuna de la Independencia Nacional) — город и административный центр одноимённого муниципалитета в мексиканском штате Гуанахуато. Численность населения, по данным переписи 2010 года, составила 59 240 человек.

## История

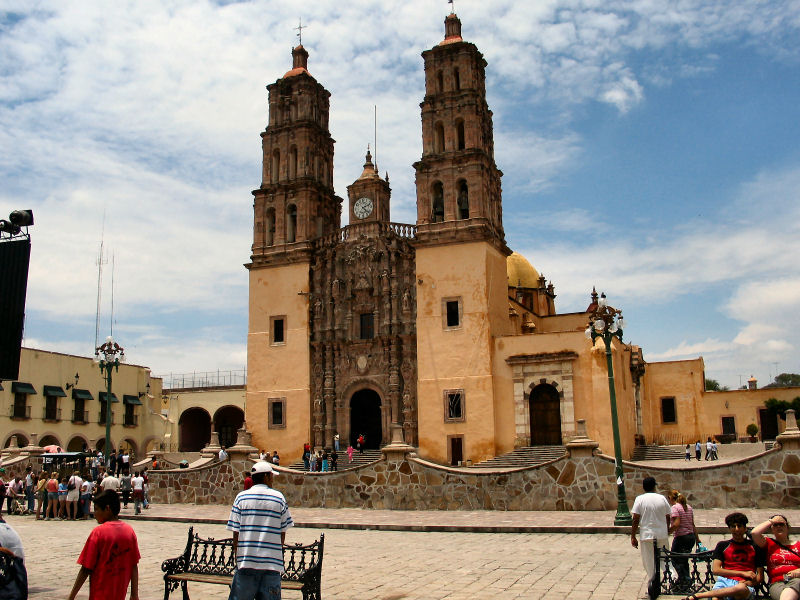
Городская церковь

В 1610 году Альваро де Осио и Окампо основал поселение Сан-Кристобаль. В 1790 году поселение получает статус деревни и переименовывается в Пуэбло-Нуэво-де-лос-Долорес, а в 1824 году получает статус города.
Современное название город получил в 1948 году и дословно переводится как: Долорес-Идальго, колыбель Национальной независимости.
С 1966 года является побратимом города Лексингтон (штат Массачусетс, США).